# Johan Larsson (ishockeyspelare född 1992)
Johan Oskar Torgny Larsson, född 25 juli 1992 i Lau församling i Gotlands län, är en svensk ishockeyspelare som spelar för Brynäs IF i SHL.
Han har tidigare spelat på NHL-nivå för Washington Capitals, Arizona Coyotes, Buffalo Sabres och Minnesota Wild samt på lägre nivåer för Rochester Americans och Houston Aeros i AHL och Brynäs IF i SHL.
Larssons moderklubb är Sudrets HC.
8 juli 2017 skrev han på en tvåårig kontraktsförlängning med Buffalo Sabres värd 2,95 miljoner dollar.

## Klubbar
Vid NHL-draften 2011 valdes Larsson som 56:e spelare totalt av Minnesota Wild. Den 3 april 2013 bytte han klubb till Buffalo Sabres . Den 10 oktober 2020 gick han till Arizona Coyotes som free agent.
- Sudrets Hockey Club 2005–2008
- Brynäs IF 2008–2012
- Rochester Americans 2012–13
- Houston Aeros 2012–13
- Minnesota Wild 2012–13
- Buffalo Sabres 2013–2020
- Arizona Coyotes 2020–2022
- Washington Capitals 2022–2022
- Brynäs IF 2022–

## Meriter
- Deltog i VM 2012 och 2018 med svenska ishockeylandslaget.
- VM-guld 2018
- Junior-VM 2012:
  - JVM-guld med svenska juniorlandslaget
  - Spelade som lagkapten
- Elitserien 2011/2012:
  - SM-guld med Brynäs IF
  - Utnämnd till årets rookie [5]
- VM-silver vid U18-VM i ishockey 2010